# Jaume Valls i Ortiz
Jaume Valls i Ortiz (Sant Adrià del Besòs, 8 de març de 1956) fou un polític català, diputat durant la Primera Legislatura.

## Biografia
En 1974 ingressà a les Joventuts Socialistes de Catalunya i a la UGT de Catalunya. L'octubre de 1976 formà part de l'Executiva Federal de les JSC i posteriorment fou membre del consell nacional del PSC-PSOE. Va treballar a la Fundació Largo Caballero.
Fou candidat del PSC-PSOE per la circumscripció electoral de Barcelona a les eleccions generals espanyoles de 1979. Tot i no ser escollit, va substituir en el seu escó Xavier Rocha i Rocha (qui havia substituït prèviament Joan Reventós i Carner) el novembre de 1980. De març a agost de 1982 fou Vocal de la Comissió d'Investigació de Drets Humans del Congrés dels Diputats.